# Galahad (britische Band)
Galahad ist eine Progressive-Rock- bzw. Neo-Prog-Band aus Dorset (England), die 1985 von Stuart Nicholson und Roy Keyworth gegründet wurde. Als Namensgeber der Band dient nicht Galahad, Ritter der Tafelrunde, sondern ein Obstbauunternehmen, dessen Name „Galahad Produce“ Keyworth so gut gefiel, dass er die Band danach benannte.

## Bandgeschichte
Galahad trat zunächst mit Coverversionen neben Eigenkompositionen auf und fungierte als Support für andere Neo-Prog-Bands wie IQ und Pendragon. In dieser Zeit erfolgten viele Besetzungswechsel. Erst 1991 erschien ihr erstes Album Nothing is Written, das ausschließlich Eigenkompositionen enthält. Durch Airplay bei BBC Radio 1 wurde das Debüt ein Erfolg für die Band.
In der Folge veröffentlichte Galahad in regelmäßigen Abständen und weiterhin mit wechselnden Besetzungen weitere Studioalben, sowie Kompilationen mit unveröffentlichtem Material, alternativen Versionen und Liveaufnahmen. Mit der Zeit erweiterte die Band ihre Neo-Prog-Wurzeln um Einflüsse aus anderen Strömungen des Prog und aus der Elektronischen Musik. Das Album Empires Never Last aus dem Jahr 2007 wurde zum größten Kritikererfolg der Band und von der Classic Rock Society als Album des Jahres ausgezeichnet. Im Jahr 2011, nach den Aufnahmen zu Battle Scars und Beyond the Realms of Euphoria erlag der Bassist Neil Pepper einem Krebsleiden. Als Ersatz wurde Tim Ashton, der am ersten Album beteiligt war, nach 22 Jahren zurück in die Band geholt. Zum 30-jährigen Jubiläum erschien mit When Worlds Collide eine Kompilation mit Neuaufnahmen von Stücken aus allen Schaffensperioden der Band. Dann verließ Gründungsmitglied Roy Keyworth die Band. Für die Arbeiten an den neuen Alben Quiet Storms und Seas of Change sprang Karl Groom von Threshold ein. Neuer Gitarrist wurde schließlich der ehemalige Galahad-Bassist Lee Abraham.

## Diskografie

### Studioalben
- 1991: Nothing Is Written
- 1993: In a Moment of Complete Madness
- 1995: Sleepers
- 1998: Following Ghosts
- 2002: Year Zero
- 2007: Empires Never Last
- 2012: Battle Scars
- 2012: Beyond the Realms of Euphoria
- 2017: Quiet Storms
- 2017: Seas of Change
- 2022: The Last Great Adventurer
- 2023: The Long Goodbye

### Liveaufnahmen
- 1993: The Christmas Lecture
- 1996: Classic Rock Live
- 2006: Resonance – Live in Poland
- 2008: Two Classic Rock Lives
- 2009: Sleepless in Phoenixville – Live at Rosfest
- 2012: Whitchurch 92/93 – Live Archives Vol. 2
- 2013: One for the Record – Video Anthology 1985–2010 (DVD)
- 2015: Solidarity – Live in Konin (2CD+DVD)

### Kompilationen und Sonstiges
- 1992: Other Crimes & Misdemeanours
- 1994: Voiceprint Radio Sessions
- 1995: Not All There (als Galahad Acoustic Quintet)
- 1997: Other Crimes & Misdemeanours II
- 1997: Decade
- 1999: De-Constructing Ghosts (als Galahad Electric Company)
- 2001: Other Crimes & Misdemeanours III
- 2014: Seize the Day (EP)
- 2014: Guardian Angel (EP)
- 2014: Mein Herz Brennt (EP)
- 2015: Empires: A Curious Companion
- 2015: 30 (EP)
- 2015: When Worlds Collide
- 2020: Open Water (EP, als Galahad Electric Company)
- 2020: When the Battle Is Over (als Galahad Electric Company)
- 2021: Soul Therapy (als Galahad Electric Company)
- 2023: Studio 95 (Demo)